# 阿什斯普林斯 (內華達州)
阿什斯普林斯（英語：Ash Springs）是位於美國內華達州林肯縣的非建制地區。

## 地理
阿什斯普林斯所處的海拔為高於海平面1102米（即3616英呎），而該地所採用的時區為UTC-8，即太平洋时区（PST）。同時該地設有夏令時間，為UTC-8調快一小時，即UTC-7（PDT）。